# عروداح
ال عروداه یک منطقهٔ مسکونی در اردن است که در استان مادبا واقع شده‌است.